# Tipula (Triplicitipula) acuta
Tipula (Triplicitipula) acuta is een tweevleugelige uit de familie langpootmuggen (Tipulidae). De soort komt voor in het Nearctisch gebied.